# Kipili
Kipili ist eine Stadt im Distrikt Nkasi der Region Rukwa in Tansania. Sie ist Hauptort des gleichnamigen Kreises (ward) Kipili, in dem etwa 12.500 Menschen leben.
Die Stadt liegt am Ufer des Tanganjikasees einige Kilometer südlich von Kirando und besitzt einen Flugplatz, der von Chartermaschinen von Dar es Salaam und von verschiedenen Nationalparks aus angeflogen wird. Außerdem wird Kipili von den Linienschiffen Liemba und Mwongozo angefahren. Kipili ist das wichtigste Handelszentrum des gleichnamigen Kreises, außer in Kipili selbst gibt es nur in Kiyombo einen Markt. Die Schifffahrt spielt eine bedeutende Rolle bei der Versorgung der Stadt, da die Straßenverbindungen zwischen den Städten am Ufer des Tanganjikasees wenig entwickelt sind. Neben Kabwe und Kasanga genießt Kipili höchste Priorität bei den staatlichen Hafenausbauplänen. Zur Förderung des Tourismus in Kipili wird außerdem ein Hotel auf der nahen Insel Mwandakelenge errichtet.
Etwas außerhalb Kipilis befindet sich eine halb verfallene Missionskirche, die zu den ältesten Missionskirchen Tansanias gehören soll. Die Missionsstation wurde von Benediktinern betrieben. Die heutige Missionierung in Kipili wird von der Brodremenighedens Danske Mission, einem Zweig der Herrnhuter Brüdergemeine, vorangetrieben. Kipili ist Sitz der Mobilklinik der Missionsgesellschaft.